# Mistrzostwa Świata w Piłce Ręcznej Kobiet 2021 (składy)
Artykuł grupuje składy żeńskich reprezentacji narodowych w piłce ręcznej, które wystąpiły podczas Mistrzostw Świata w Piłce Ręcznej Kobiet 2021 rozegranych w Hiszpanii od 2 do 19 grudnia 2021 roku.

## Grupa A

### Angola
Źródło

### Czarnogóra
Źródło

### Francja
Źródło

### Słowenia
Źródło

## Grupa B

### Kamerun
Źródło

### Polska
Źródło

### Rosja
Źródło

### Serbia
Źródło

## Grupa C

### Iran
Źródło

### Kazachstan
Źródło

### Norwegia
Źródło

### Rumunia
Źródło

## Grupa D

### Holandia
Źródło

### Portoryko
Źródło

### Szwecja
Źródło

### Uzbekistan
Źródło

## Grupa E

### Czechy
Źródło

### Niemcy
Źródło

### Słowacja
Źródło

### Węgry
Źródło

## Grupa F

### Dania
Źródło

### Kongo
Źródło

### Korea Południowa
Źródło

### Tunezja
Źródło

## Grupa G

### Brazylia
Źródło

### Chorwacja
Źródło

### Japonia
Źródło

### Paragwaj
Źródło

## Grupa H

### Argentyna
Źródło

### Austria
Źródło

### Chiny
Źródło

### Hiszpania
Źródło